# Bernd Lucke
Bernd Lucke (nacido el 19 de agosto de 1962) es un economista y político alemán, exmiembro del Parlamento Europeo. Es profesor de macroeconomía en la Universidad de Hamburgo; fue de los fundadores del movimiento "Wahlalternative 2013" (traducido: "Alternativa Electoral 2013"), y exmiembro fundador del partido Alternativa para Alemania, que sostiene que el euro amenaza la integración europea. Fue elegido portavoz del partido en su congreso fundacional el 14 de abril de 2013 en Berlín. En 2015 renunció a la AfD y fundó el partido Alianza para el Progreso y el Resurgir (ALFA), actualmente denominado Reformadores Liberal-Conservadores (LKR).

## Biografía
Entre 1982 y 1984, Lucke estudió economía, historia y filosofía en la Universidad de Bonn y asistió a los estudios de postgrado en economía en las universidades de Bonn y Berkeley, entre 1984 y 1987. 
Después de la caída del Muro de Berlín, trabajó en el Consejo de Expertos Económicos del Gobierno de Alemania Oriental y, después de la reunificación, como ayudante del Senado de Berlín, además de haber sido asesor del Banco Mundial.  Está casado y tiene cinco hijos.

### Carrera política
Perteneció a la Unión Demócrata Cristiana (CDU) entre 1978 y 2011. Desde 1976 hasta 1978 fue miembro de la Junge Union, organización juvenil de la CDU.
En 2012 fundó junto a  Alexander Gauland, Konrad Adam y Gerd Robanus el movimiento político euroescéptico Wahlalternative 2013. Como parte de un proyecto de colaboración, en 2013 se unió, junto a varios miembros del movimiento,  a los Freie Wähler, presentándose como candidato a diputado por este partido en las Elecciones estatales de Baja Sajonia de 2013 (aunque siguió formando parte de Wahlalternative 2013). Como parte de este proyecto de colaboración, los FW planeaban hacer campaña con la Wahlalternative 2013 para las elecciones federales de 2013.
Sin embargo,  finalmente la colaboración entre ambas formaciones se rompió. Lucke abandonó a los FW y su movimiento se convirtió en febrero de 2013 en el AfD, siendo elegido en abril uno de sus tres presidentes (junto a Frauke Petry y Konrad Adam). Para las elecciones federales de 2013, Lucke fue el candidato del AfD. Sin embargo, el partido no logró entrar en el Bundestag al no superar el 5% mínimo. Lucke fue el candidato de su partido para las Elecciones al Parlamento Europeo de 2014. En la elección, el AfD fue capaz de obtener el 7% de los votos y Lucke fue elegido como eurodiputado, desempeñándose en este cargo hasta 2019. Como eurodiputado, formó parte de la Comisión de Asuntos Económicos y Monetarios.
El 4 de julio de 2015 fue desbancado de la presidencia del AfD, ya que Frauke Petry asumió la copresidencia del partido junto a  Jörg Meuthen.
El 8 de julio de 2015, Lucke abandonó el AfD, citando como motivo de su renuncia al aumento de los sentimientos xenófobos y prorrusos en el partido. El 19 de julio fundó un nuevo partido, la Alianza para el Progreso y el Resurgir (ALFA), del cual fue presidente hasta junio de 2016 y desde noviembre de 2018 hasta septiembre de 2019. Desde 2016 este partido tiene el nombre de Reformadores Liberal-Conservadores (LKR).
Lucke no mantuvo su escaño en el Parlamento Europeo tras las elecciones al Parlamento Europeo de 2019, en las que el LKR obtuvo apenas el 0.1% de los votos.